# 大衛·特蘭
大衛·特蘭（Miguel David Terans Pérez，1994年8月11日—）是烏拉圭的職業足球運動員，司職攻擊中場，現效力於巴西足球甲級聯賽帕拉尼恩斯。
2019年1月14日, 特蘭被外借至彭拿路一年。

## 外部連結
- Template:BDFA
- Soccerway資料庫：大衛·特蘭
- worldfootball.net：大衛·特蘭之統計數據 （英文）